# Junge Wilde
Junge wilde er betegnelsen på det nybrud man oplevede i billedkunstverdenen i starten af 1980'erne i Tyskland, hvor den dominerende minimalistiske og konceptuelle kunst blev afløst af voldsomme neoekspressionistiske malerier ofte med et ironisk forhold til kunstnerrollen og kunstinstitutionen.